# Eremo di Sant'Eudald de Jou
L'eremo di Sant'Eudald de Jou (in catalano: ermita de Sant Eudald de Jou) è un luogo di culto cattolico che si trova nel comune di Montagut i Oix, in Catalogna.

## Origine del nome
La chiesa si trova su un rilievo roccioso che domina il torrente di Sant Eudald, e da questo ha preso il nome.

## Storia
L'eremo è citato a partire dal 1279 come suffraganeo della chiesa di San Pietro di Montagut i Oix. Nel XVII secolo fu oggetto di importanti modifiche; venne sistemata una nuova pavimentazione e fu aggiunto il portico. Nella seconda metà del XIV secolo fu utilizzata per sacre rappresentazioni.

## Descrizione

### Esterno
L'eremo si trova nel quartiere di Els Vilars di Montagut. Le modifiche che ha subito nel tempo hanno lasciato solo parte della struttura romanica originaria. Il campanile romanico non esiste più ma è rimasto quello a vela, sulla facciata.

### Interno
Il piccolo edificio di origine romanica presenta un interno a navata unica con volta a botte. L'abside è semicircolare.